# أندرو مكماهون
أندرو روس مكماهون (بالإنجليزية: Andrew McMahon)‏ (من مواليد 3 سبتمبر 1982 في كونكورد (ماساتشوستس)) هو مغن مؤلف وعازف بيانو ومنتج أسطوانات أمريكي.

## وصلات خارجية
- أندرو مكماهون على موقع IMDb (الإنجليزية)
- أندرو مكماهون على موقع ميوزك برينز (الإنجليزية)
- أندرو مكماهون على موقع أول ميوزيك (الإنجليزية)
- أندرو مكماهون على موقع أول ميوزيك (الإنجليزية)
- أندرو مكماهون على موقع ديسكوغز (الإنجليزية)
- أندرو مكماهون على موقع ديسكوغز (الإنجليزية)
- أندرو مكماهون على موقع قاعدة بيانات الفيلم (الإنجليزية)
- الموقع الرسمي
- صفحة عنه